# Lee Seung-tae
Đây là một tên người Triều Tiên, họ là Lee.
Lee Seung-Tae (sinh ngày 9 tháng 7 năm 1983; Hanja:李昇泰, tiếng Hàn: 이승태) là một cầu thủ bóng đá Hàn Quốc thi đấu ở vị trí tiền đạo cho FC Pocheon ở Challengers League. Anh từng thi đấu cho Changwon City FC tại Giải Quốc gia Hàn Quốc ở Hàn Quốc.